# Hôtel de la Caisse d'épargne de Poitiers
L'hôtel de la Caisse d'épargne est un bâtiment de la fin du XIXe siècle situé à Poitiers, en France. Il a autrefois accueilli un établissement bancaire, pour lequel il a été construit.

## Situation et accès
L'édifice est situé au no 15 de la rue Carnot à Poitiers, et plus largement vers le centre du département de Vienne.

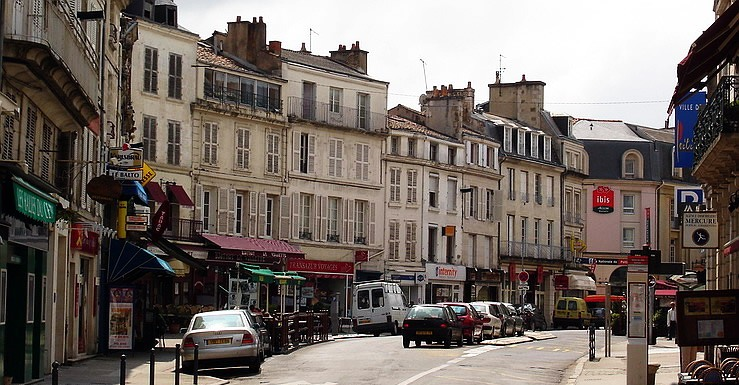
Vue sur la rue Carnot. Bien que quasiment invisible sur la photo, l'édifice se trouve à gauche.

## Histoire

### Contexte
La Caisse d'épargne ouvre ses locaux le 3 janvier 1836. Elle siège alors dans l'échevinage de Poitiers, alors hôtel de ville. Elle suit les services municipaux et se déplace dans le nouvel hôtel de ville achevé en 1874. Il s'agit d'une caisse privée.

### Fondation et conversion
La cérémonie d'inauguration de cet hôtel de la Caisse d'épargne a lieu le 31 mai 1897. Après le départ du groupe Caisse d'épargne, divers occupants se succèdent avec leur commerce au rez-de-chaussée. Restauré, l'hôtel renferme toujours sa salle des coffres.